# 能仁寺 (飯能市)
能仁寺（のうにんじ）は、埼玉県飯能市飯能にある曹洞宗の寺院である。山号は武陽山。本尊は毘盧遮那仏（びるしゃなぶつ）。

## 歴史
寺伝によれば、文亀元年（1501年）、武蔵国高麗郡加治（現在の飯能）の豪族中山家勝が、諸国を巡歴していた名僧曹洞宗通幻派の斧屋文達を招聘して創建した。小庵であったが、家勝の没後、天正元年（1573年）、子の中山家範が父の菩提を弔うため本格的な寺とし、中山家勝、家範、照守および、その後の中山家・黒田家の菩提寺となる。
宝永2年（1705年）当時、常陸下館藩の大名であった黒田直邦は13世住職泰州廣基とともに老朽化した寺を改築し、伽藍を完成させた。そして、雲水50人、七堂伽藍を構える禅寺として栄華を誇った。

### 飯能戦争
慶応4年（1868年）5月23日、飯能戦争（戊辰戦争）の舞台となる。
天野八郎と合わず上野の彰義隊を離れた渋沢成一郎を首領とし、彰義隊脱退者で結成した振武隊は、青梅街道の田無（現西東京市）の総持寺を本営とする。ここで成一郎は尾高惇忠らと隊士を集める。5月15日、彰義隊と新政府軍の間で上野戦争が起こる。その前日に箱根ケ崎（現東京都西多摩郡瑞穂町）に入っていた振武隊も行動を開始し上野に向う。しかし、彰義隊敗戦の報を受け、田無に戻り、彰義隊の生き残りを吸収して1,500名に膨れ上がった振武隊は5月18日、能仁寺に入り陣営を構築する。5月23日、3,500名の官軍は早朝から攻撃を開始、わずか数時間で勝敗は決し、寺はほとんど焼失。成一郎は被弾して負傷するも惇忠に抱えられて伊香保（現群馬県渋川市）に逃れた。参謀の渋沢平九郎（尾高惇忠の弟で渋沢栄一の養子）は変装して顔振峠を越えて敗走、黒山村（現埼玉県入間郡越生町）で官軍に捕捉され負傷、平九郎は割腹して自害した。22歳。成一郎はなおも徹底抗戦の主旨を貫き、密かに江戸に戻り榎本武揚の艦隊に合流し、最後は箱館まで転戦する。
本堂は昭和11年（1936年）再興されたものである。

## 池泉回遊式蓬莱庭園
本堂の裏手にある、桃山末期の作といわれる庭園で、天覧山を拝し自然の木々が織りなす風景を借景として取り入れた落ち着きのある庭園となっている。市指定文化財（大正11年3月29日指定。名勝）。面積およそ1000m²。日本の名園百選。

## 萩野映明住職とその交友
31世住職の萩野映明（1940年 - 2016年）は、台東区谷中にある玉林寺の住職の次男として生まれ、報知新聞社で運動部記者を務めた後、永平寺での修業を経て1973年に能仁寺に入山、1991年に住職となった。新聞記者時代から続く親交により、長嶋茂雄、王貞治、原辰徳、太田誠、岡本綾子などスポーツ界の名士が寺を訪れており、そのため能仁寺は「スポーツ寺」の別名でも知られた。

## ギャラリー

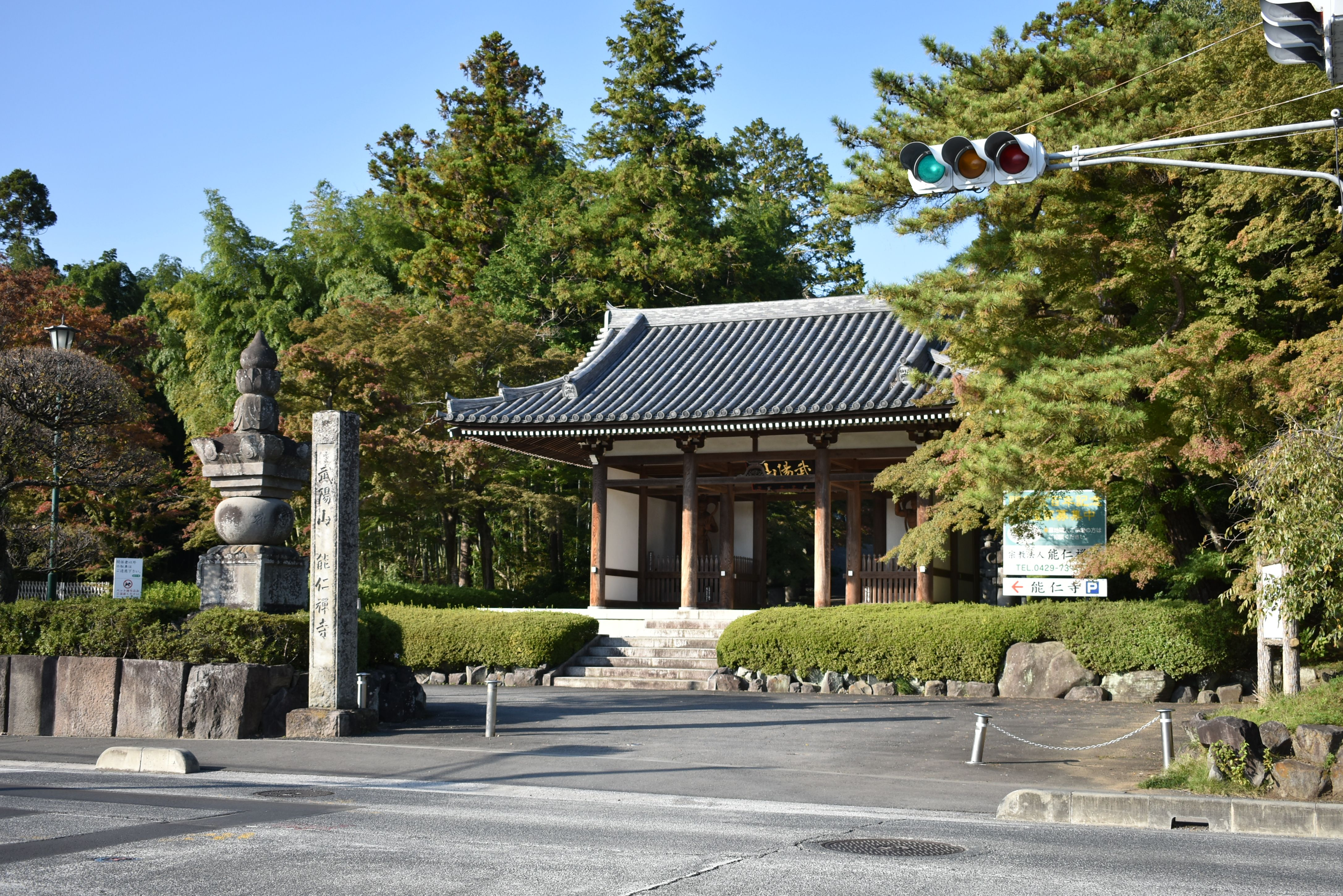
公道より入口を見る（2019年11月2日撮影）
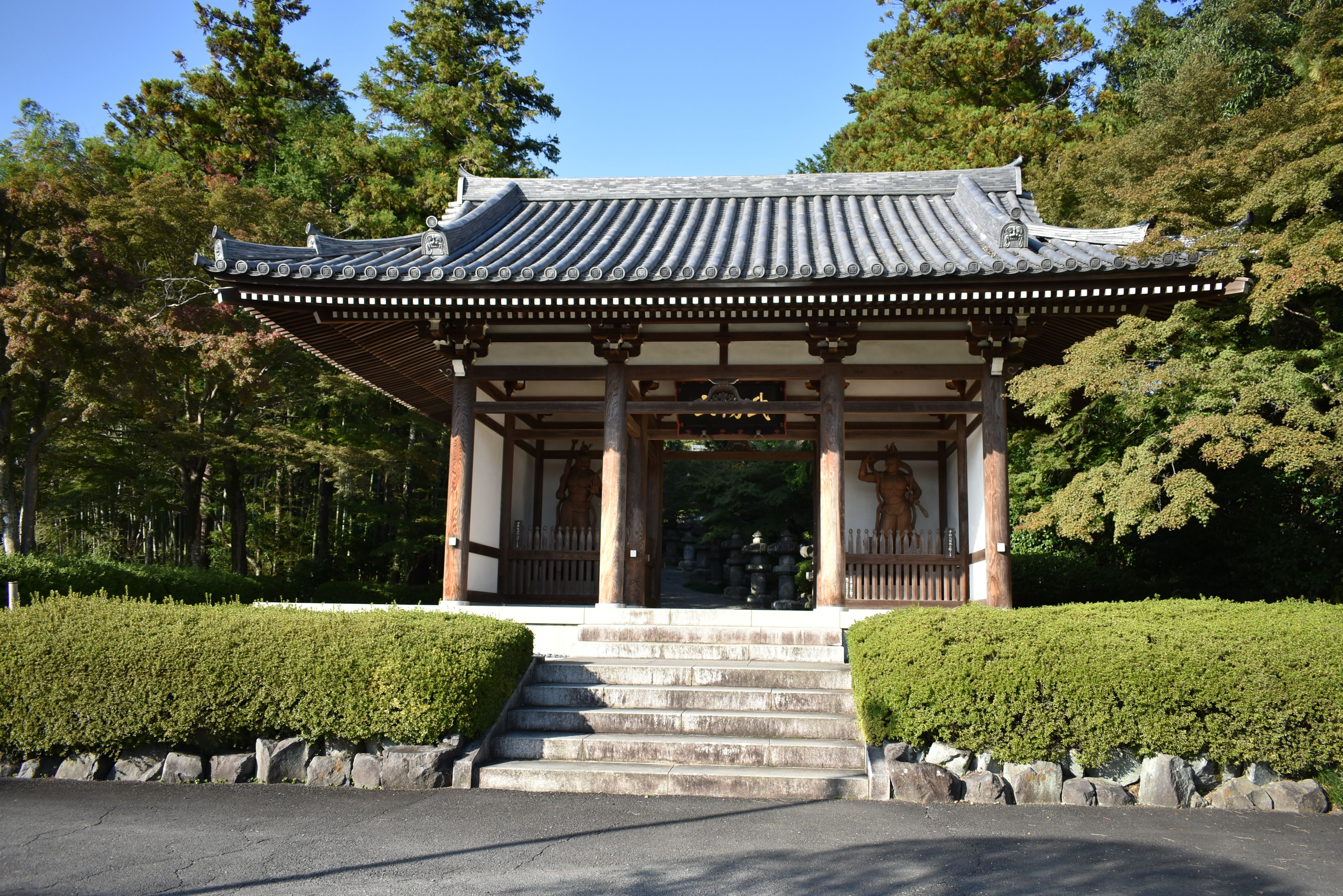
山門、仁王像（2019年11月2日撮影）
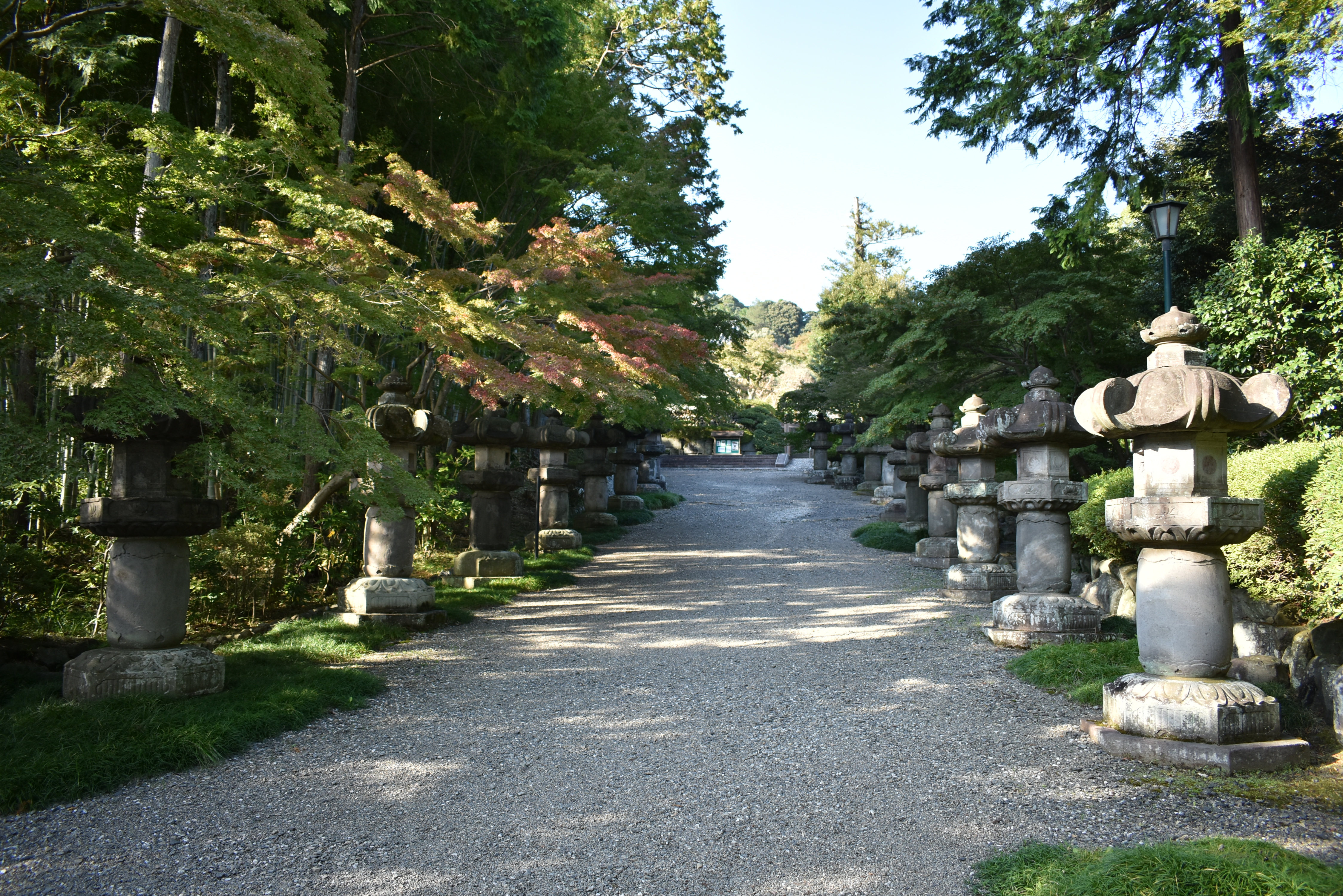
参道（2019年11月2日撮影）
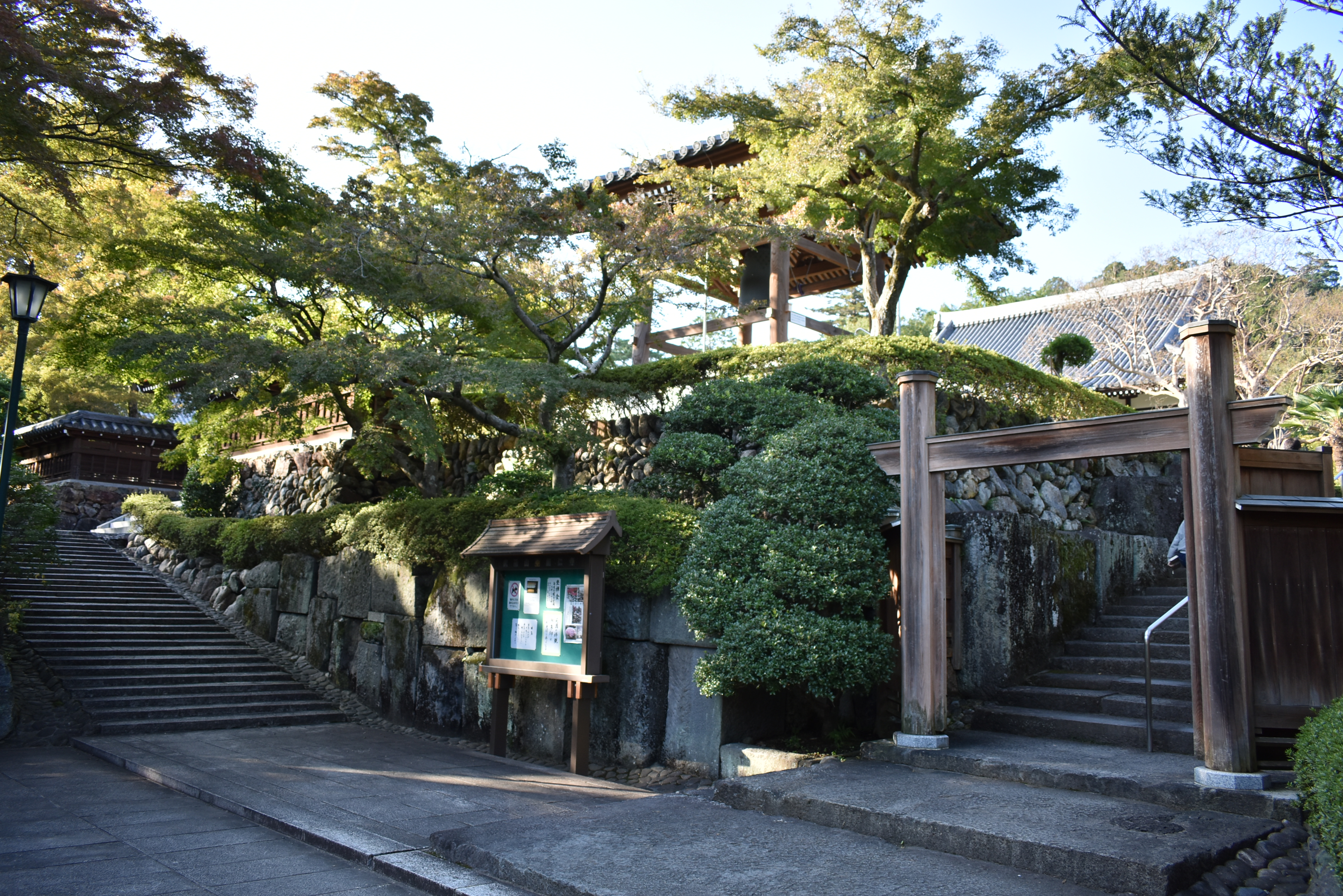
男坂、御名坂（2019年11月2日撮影）
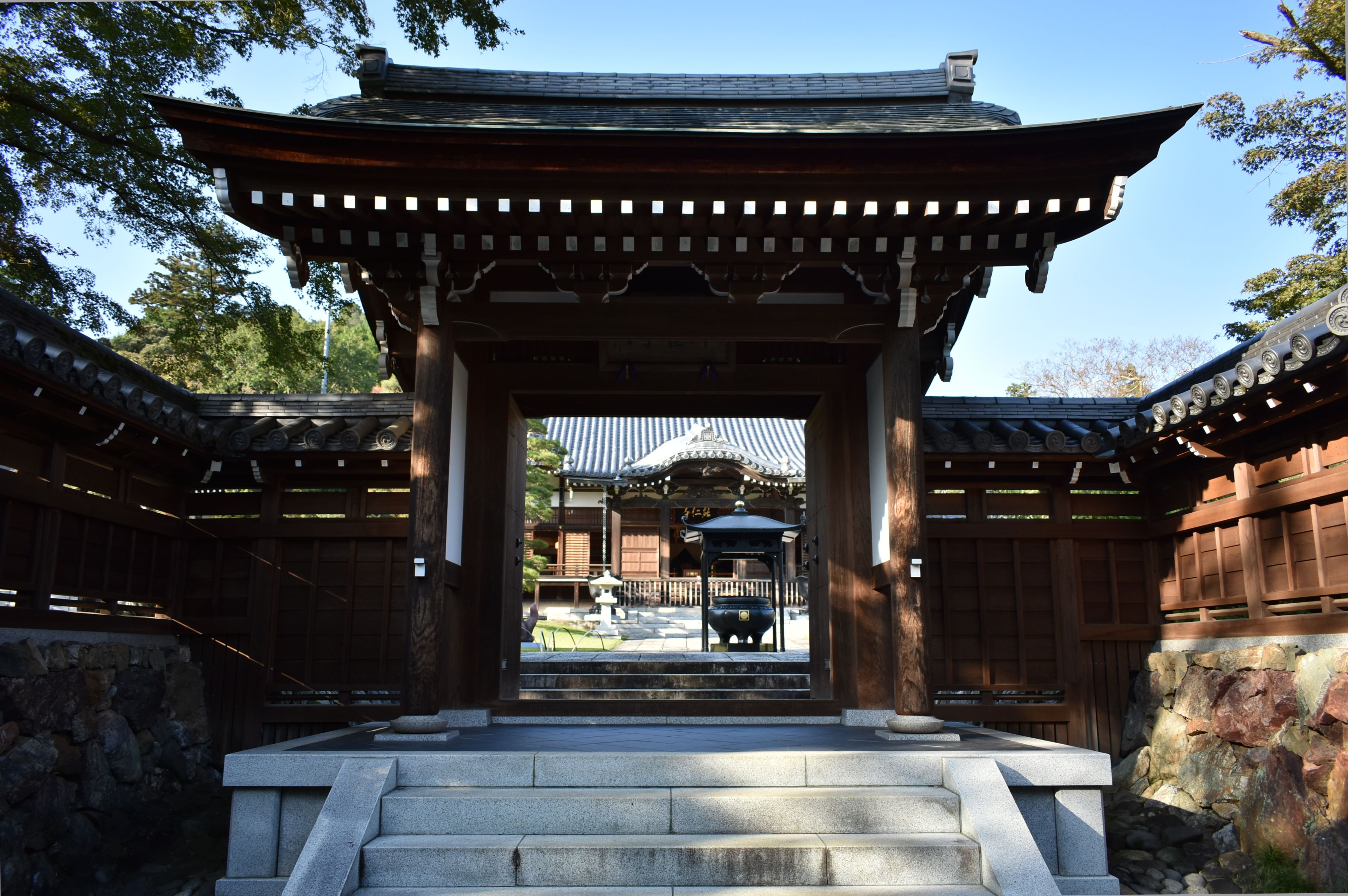
中雀門（2019年11月2日撮影）
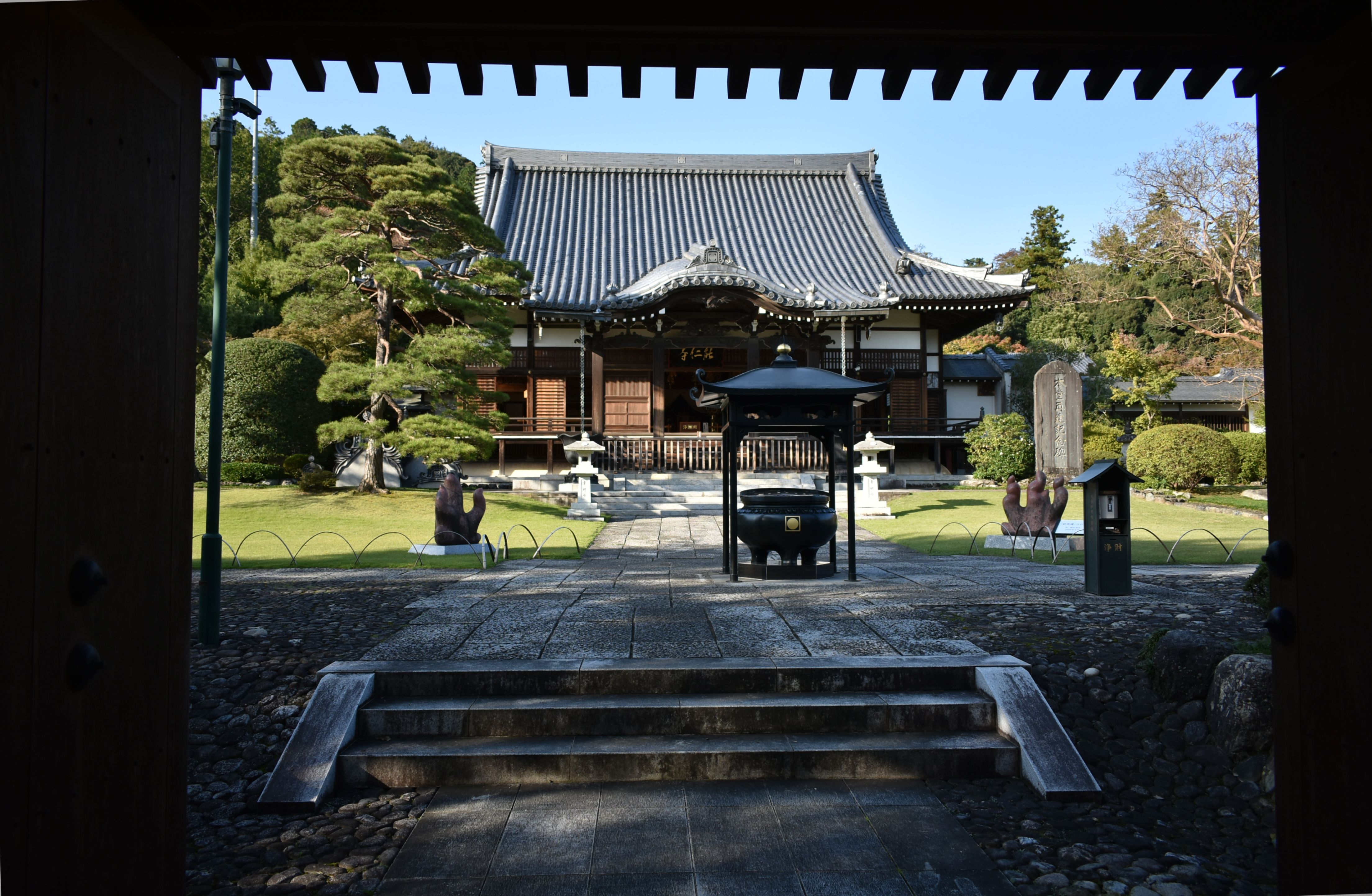
中雀門より本堂を見る（2019年11月2日撮影）
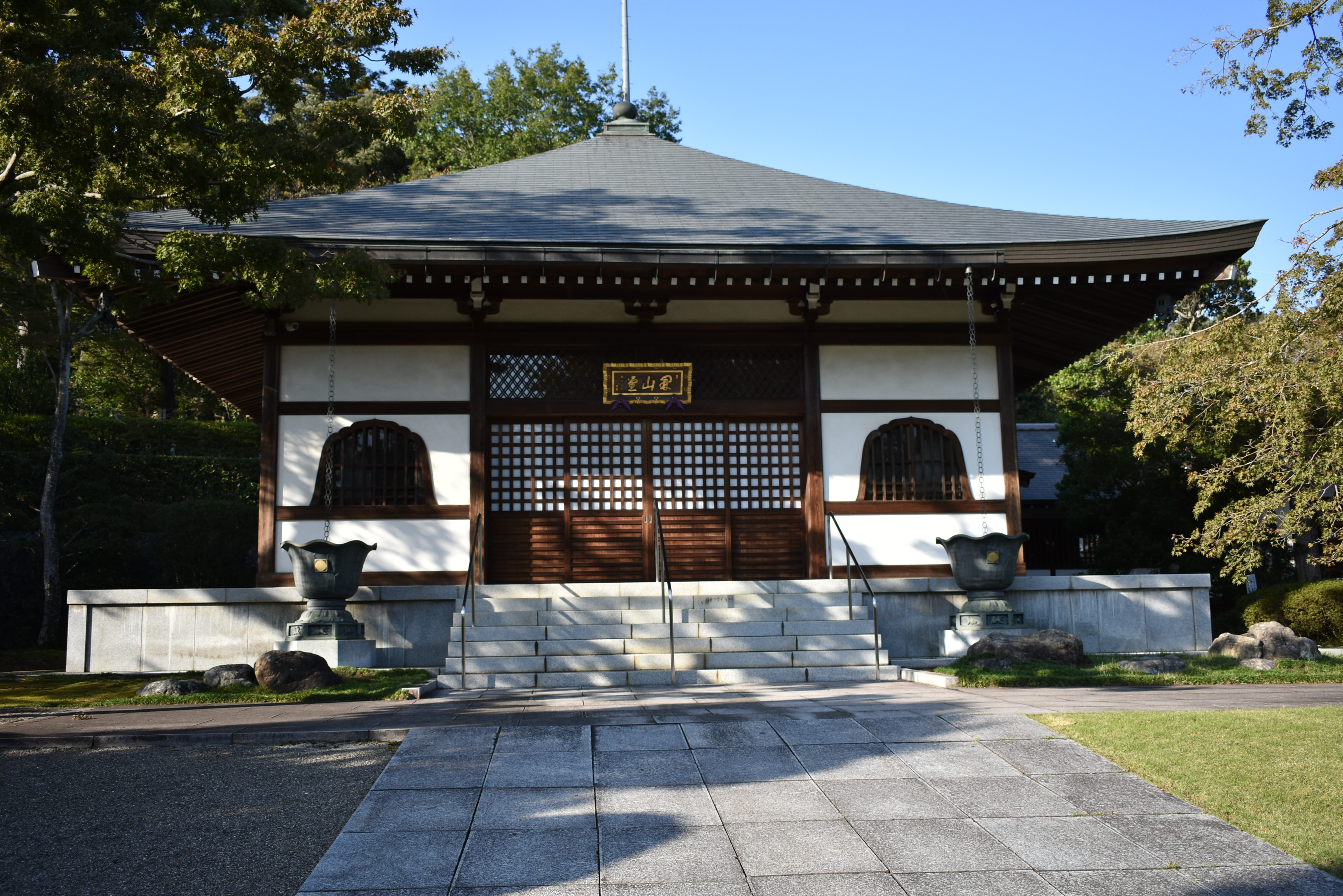
開山堂（2019年11月2日撮影）
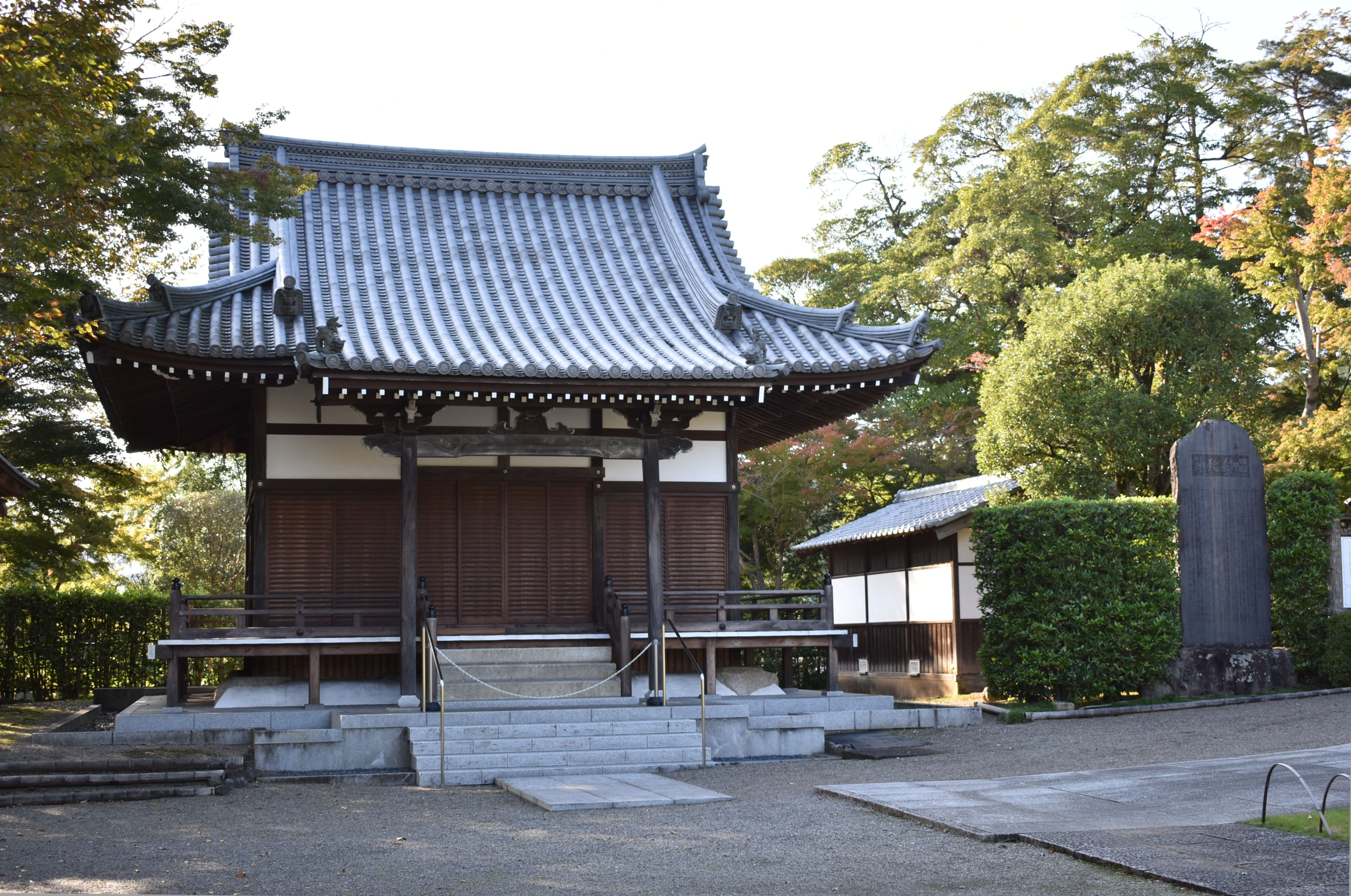
不動堂（2019年11月2日撮影）
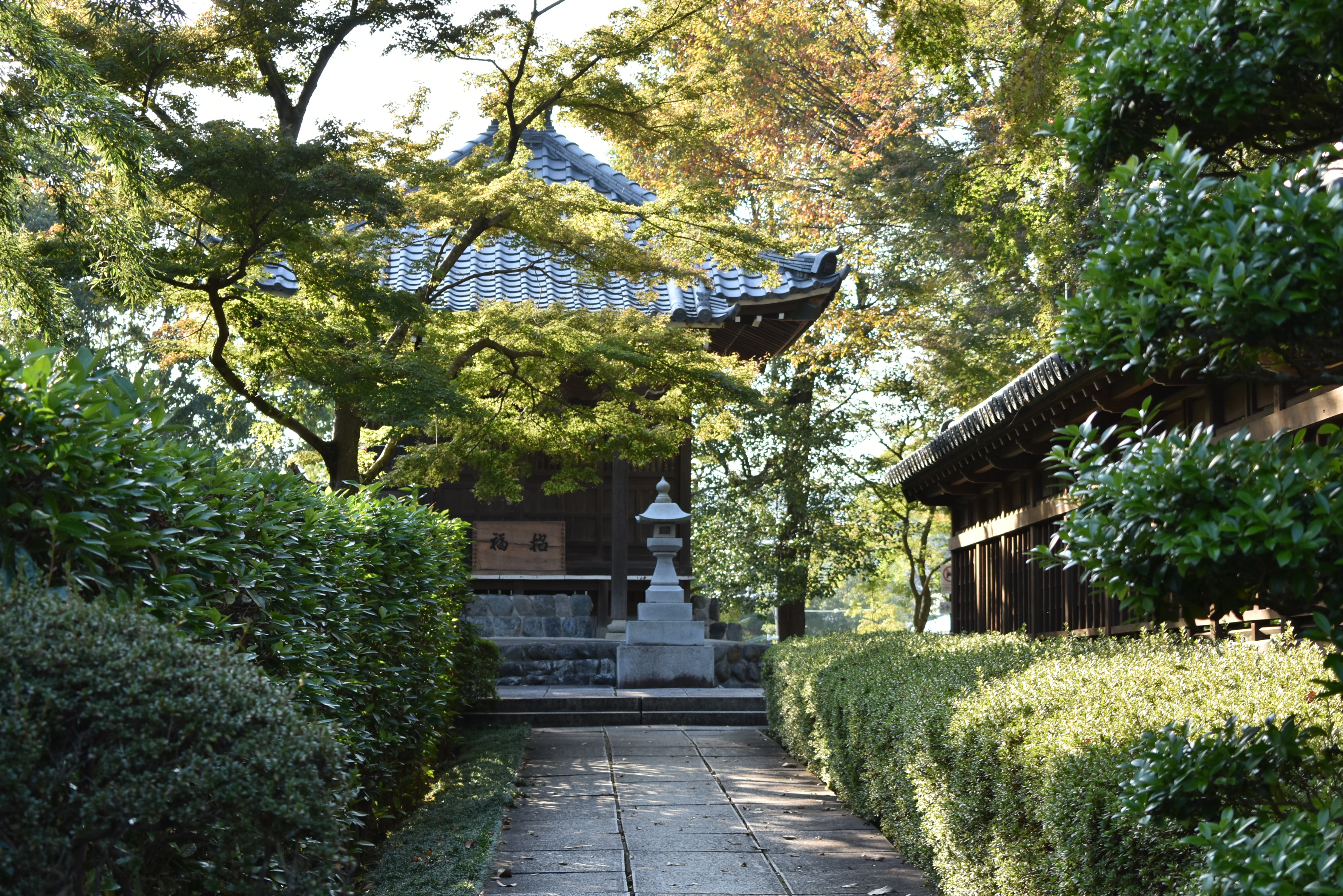
鳳翔閣（2019年11月2日撮影）
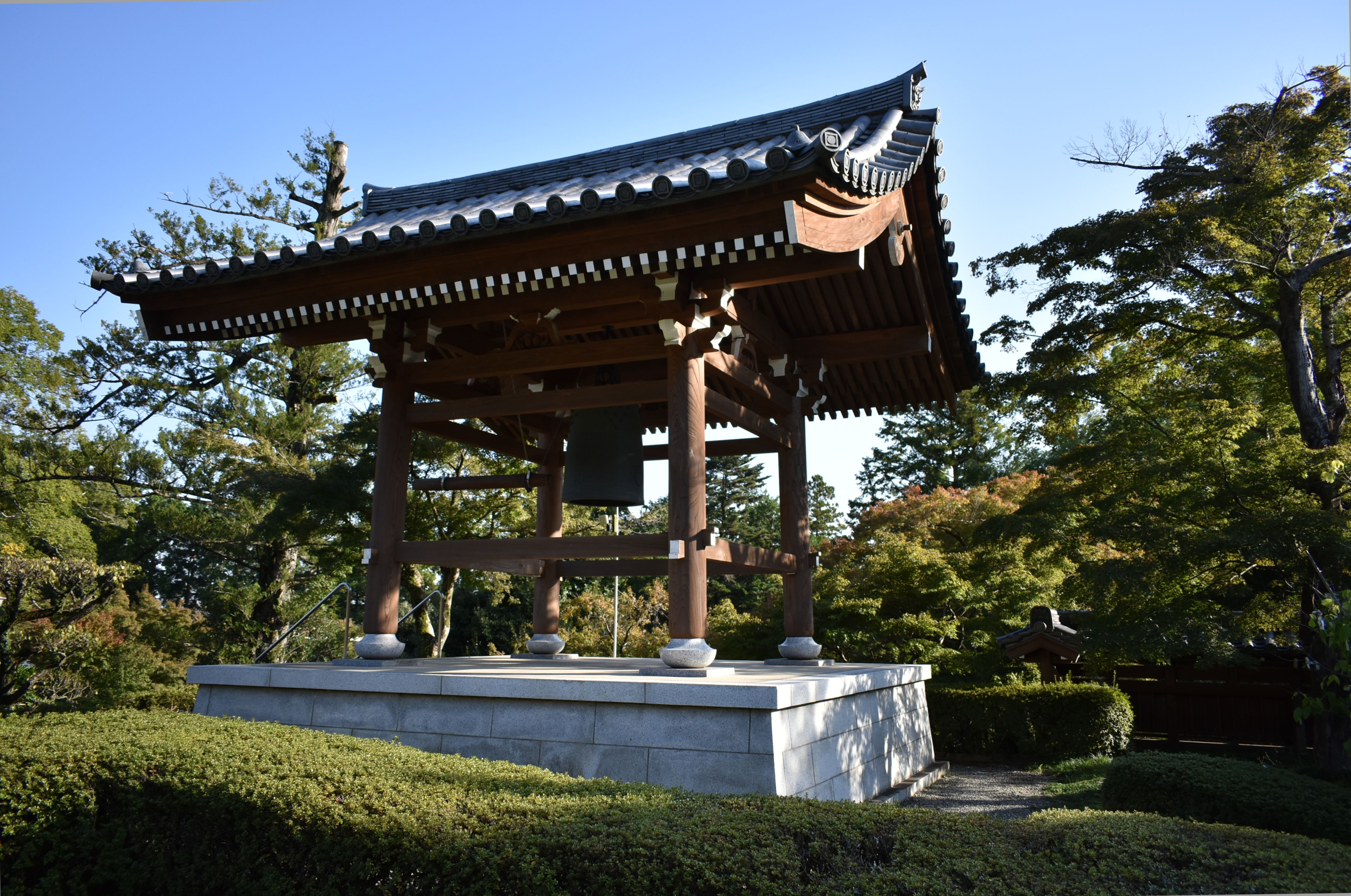
鐘楼（2019年11月2日撮影）
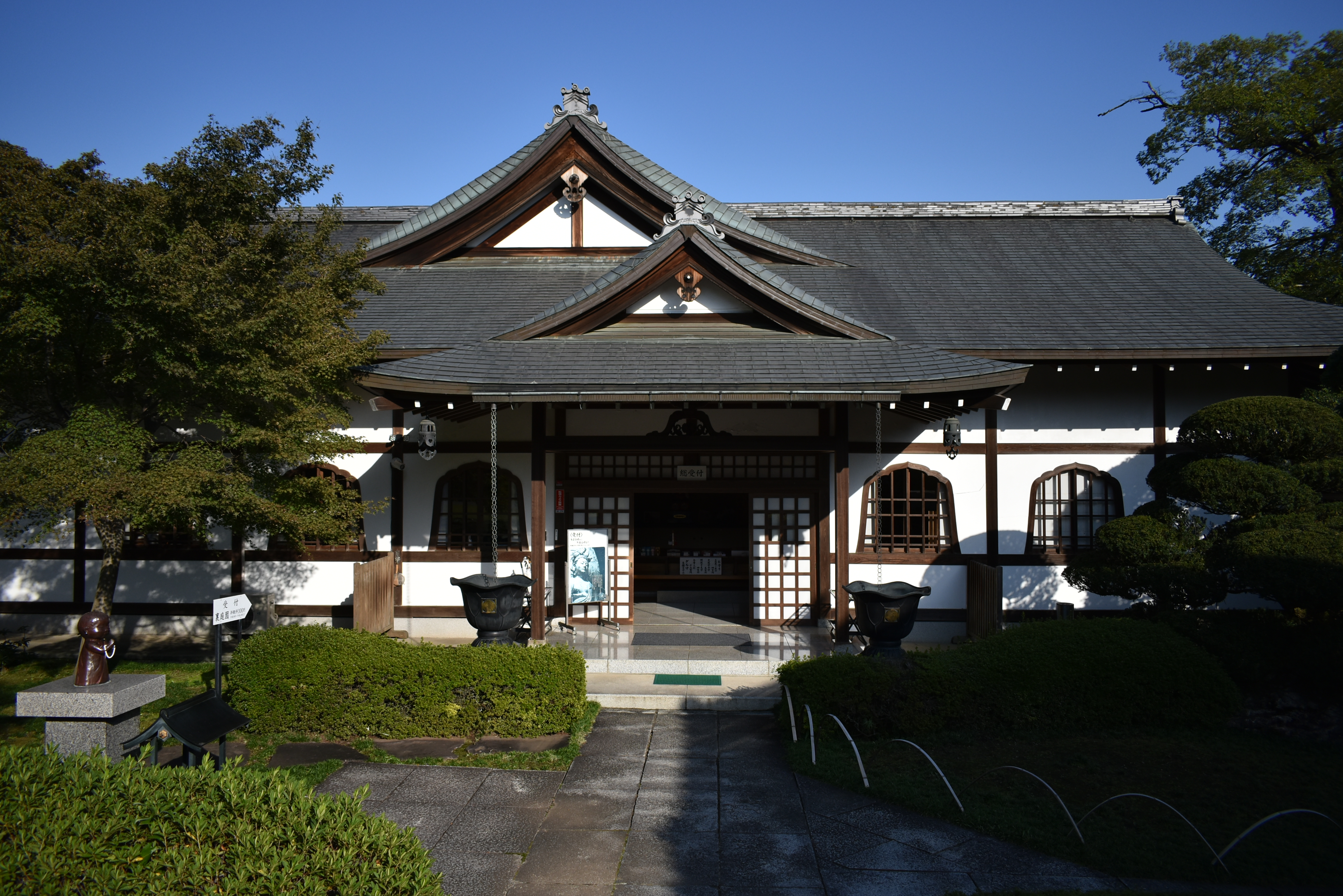
大書院（2019年11月2日撮影）
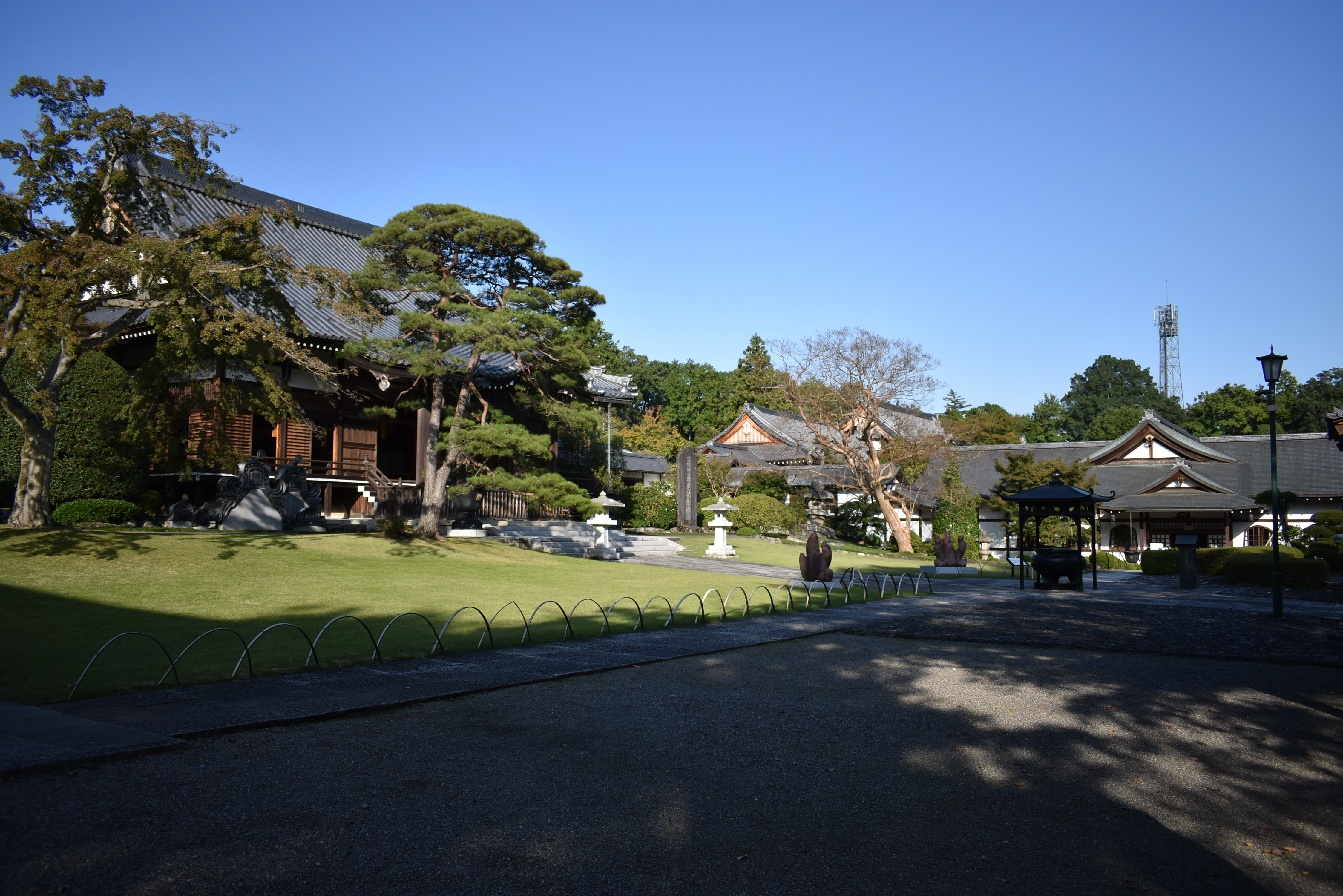
境内風景（2019年11月2日撮影）

## 交通アクセス
- 西武池袋線飯能駅北口から、国際興業バス西武飯能日高行き乗車し、「OH!!!・天覧山下」バス停下車、徒歩1分。若しくは名栗・中沢・間野黒指方面行き乗車で「市民会館・博物館」バス停下車、徒歩5分。
- JR八高線東飯能駅西口から、上記国際興業バス乗車。（西武飯能日高行きは、東飯能駅を通らないので注意）